# Kjell Rannelid
Kjell Rannelid (17 maggio 1945) è un ex cestista svedese.

## Carriera
Con la Svezia ha disputato i Campionati europei del 1969.